# Physaria calderi
Physaria calderi är en korsblommig växtart som först beskrevs av Gerald Alfred Mulligan och Alf Erling Porsild, och fick sitt nu gällande namn av O'kane och Al-shehbaz. Physaria calderi ingår i släktet Physaria och familjen korsblommiga växter. Inga underarter finns listade i Catalogue of Life.